# Gran Premio de Italia de Motociclismo de 1998
El Gran Premio de Italia de Motociclismo de 1998 fue la cuarta prueba del Campeonato del Mundo de Motociclismo de 1998. Tuvo lugar en el fin de semana del 15 al 17 de mayo de 1998 en el Autódromo Internacional del Mugello, situado en la ciudad de Mugello, Italia. La carrera de 500cc fue ganada por Mick Doohan, seguido de Max Biaggi y Àlex Crivillé. Marcellino Lucchi ganó la prueba de 250cc, por delante de Valentino Rossi y Tetsuya Harada. La carrera de 125cc fue ganada por Tomomi Manako, Marco Melandri fue segundo y Gianluigi Scalvini tercero.

## Resultados 500cc
| Pos. | N.º | Piloto                   | Constructor | Vueltas | Tiempo    | Parrilla | Pts. |
| ---- | --- | ------------------------ | ----------- | ------- | --------- | -------- | ---- |
| 1    | 1   | Mick Doohan              | Honda       | 23      | 43:55.307 | 1        | 25   |
| 2    | 6   | Max Biaggi               | Honda       | 23      | +5.395    | 3        | 20   |
| 3    | 4   | Àlex Crivillé            | Honda       | 23      | +13.141   | 5        | 16   |
| 4    | 8   | Carlos Checa             | Honda       | 23      | +19.647   | 4        | 13   |
| 5    | 19  | John Kocinski            | Honda       | 23      | +19.826   | 6        | 11   |
| 6    | 5   | Norick Abe               | Yamaha      | 23      | +21.881   | 7        | 10   |
| 7    | 11  | Simon Crafar             | Yamaha      | 23      | +22.626   | 11       | 9    |
| 8    | 3   | Nobuatsu Aoki            | Suzuki      | 23      | +24.235   | 8        | 8    |
| 9    | 9   | Alex Barros              | Honda       | 23      | +27.943   | 2        | 7    |
| 10   | 55  | Régis Laconi             | Yamaha      | 23      | +40.767   | 10       | 6    |
| 11   | 28  | Ralf Waldmann            | Modenas KR3 | 23      | +47.331   | 19       | 5    |
| 12   | 21  | Kyoji Nanba              | Yamaha      | 23      | +59.623   | 16       | 4    |
| 13   | 18  | Garry McCoy              | Honda       | 23      | +1:04.004 | 9        | 3    |
| 14   | 15  | Sete Gibernau            | Honda       | 23      | +1:09.319 | 14       | 2    |
| 15   | 22  | Sébastien Gimbert        | Honda       | 23      | +1:14.294 | 17       | 1    |
| 16   | 17  | Jurgen van den Goorbergh | Honda       | 23      | +1:15.781 | 18       |      |
| 17   | 25  | Yukio Kagayama           | Suzuki      | 23      | +1:16.909 | 12       |      |
| 18   | 77  | Eskil Suter              | MuZ-Weber   | 23      | +2:02.092 | 20       |      |
| 19   | 88  | Scott Smart              | Honda       | 22      | +1 Vuelta | 22       |      |
| 20   | 57  | Fabio Carpani            | Honda       | 22      | +1 Vuelta | 24       |      |
| Ret  | 63  | Gianmaria Liverani       | Paton       | 21      |           | 23       |      |
| Ret  | 14  | Juan Bautista Borja      | Honda       | 15      |           | 15       |      |
| Ret  | 10  | Kenny Roberts Jr         | Modenas KR3 | 11      |           | 13       |      |
| Ret  | 23  | Matt Wait                | Honda       | 0       | Accidente | 21       |      |
| DNQ  | 2   | Tadayuki Okada           | Honda       |         |           |          |      |

- Pole Position: Mick Doohan, 1:53.282
- Vuelta Rápida: Mick Doohan, 1:53.342

## Resultados 250cc
| Pos. | N.º | Piloto              | Constructor | Vueltas | Tiempo    | Parrilla | Pts. |
| ---- | --- | ------------------- | ----------- | ------- | --------- | -------- | ---- |
| 1    | 34  | Marcellino Lucchi   | Aprilia     | 21      | 40:59.049 | 3        | 25   |
| 2    | 46  | Valentino Rossi     | Aprilia     | 21      | +5.701    | 4        | 20   |
| 3    | 31  | Tetsuya Harada      | Aprilia     | 21      | +7.625    | 1        | 16   |
| 4    | 65  | Loris Capirossi     | Aprilia     | 21      | +10.029   | 2        | 13   |
| 5    | 4   | Stefano Perugini    | Honda       | 21      | +47.830   | 13       | 11   |
| 6    | 6   | Haruchika Aoki      | Honda       | 21      | +48.205   | 12       | 10   |
| 7    | 5   | Tohru Ukawa         | Honda       | 21      | +49.376   | 11       | 9    |
| 8    | 17  | José Luis Cardoso   | Yamaha      | 21      | +50.080   | 8        | 8    |
| 9    | 8   | Luis D'Antin        | Yamaha      | 21      | +50.161   | 16       | 7    |
| 10   | 37  | Luca Boscoscuro     | TSR-Honda   | 21      | +52.738   | 15       | 6    |
| 11   | 21  | Franco Battaini     | Yamaha      | 21      | +54.241   | 17       | 5    |
| 12   | 7   | Takeshi Tsujimura   | Yamaha      | 21      | +54.306   | 18       | 4    |
| 13   | 25  | Yasumasa Hatakeyama | ERP Honda   | 21      | +1:50.752 | 24       | 3    |
| 14   | 14  | Davide Bulega       | Honda       | 21      | +1:53.990 | 23       | 2    |
| 15   | 41  | Federico Gartner    | Aprilia     | 21      | +2:22.611 | 25       | 1    |
| 16   | 20  | William Costes      | Honda       | 20      | +1 Vuelta | 22       |      |
| Ret  | 18  | Osamu Miyazaki      | Yamaha      | 19      | Accidente | 19       |      |
| Ret  | 9   | Jeremy McWilliams   | TSR-Honda   | 19      |           | 7        |      |
| Ret  | 27  | Sebastián Porto     | Aprilia     | 14      | Accidente | 10       |      |
| Ret  | 12  | Noriyasu Numata     | Suzuki      | 11      |           | 14       |      |
| Ret  | 19  | Olivier Jacque      | Honda       | 10      |           | 6        |      |
| Ret  | 24  | Jason Vincent       | TSR-Honda   | 6       |           | 21       |      |
| Ret  | 11  | Jürgen Fuchs        | Aprilia     | 2       |           | 5        |      |
| Ret  | 44  | Roberto Rolfo       | TSR-Honda   | 1       | Accidente | 9        |      |
| DNS  | 16  | Johan Stigefelt     | Suzuki      |         |           | 20       |      |

- Pole Position: Tetsuya Harada, 1:54.683
- Vuelta Rápida: Marcellino Lucchi, 1:55.467

## Resultados 125cc
| Pos. | N.º | Piloto                | Constructor | Vueltas | Tiempo    | Parrilla | Pts. |
| ---- | --- | --------------------- | ----------- | ------- | --------- | -------- | ---- |
| 1    | 3   | Tomomi Manako         | Honda       | 20      | 40:53.607 | 3        | 25   |
| 2    | 13  | Marco Melandri        | Honda       | 20      | +0.044    | 8        | 20   |
| 3    | 8   | Gianluigi Scalvini    | Honda       | 20      | +0.201    | 5        | 16   |
| 4    | 4   | Kazuto Sakata         | Aprilia     | 20      | +3.152    | 2        | 13   |
| 5    | 41  | Youichi Ui            | Yamaha      | 20      | +8.162    | 7        | 11   |
| 6    | 23  | Gino Borsoi           | Aprilia     | 20      | +8.195    | 14       | 10   |
| 7    | 2   | Noboru Ueda           | Honda       | 20      | +10.097   | 1        | 9    |
| 8    | 9   | Frédéric Petit        | Honda       | 20      | +12.745   | 11       | 8    |
| 9    | 20  | Masao Azuma           | Honda       | 20      | +12.757   | 13       | 7    |
| 10   | 5   | Masaki Tokudome       | Aprilia     | 20      | +24.284   | 10       | 6    |
| 11   | 21  | Arnaud Vincent        | Aprilia     | 20      | +24.388   | 18       | 5    |
| 12   | 18  | Paolo Tessari         | Aprilia     | 20      | +24.415   | 6        | 4    |
| 13   | 26  | Ivan Goi              | Aprilia     | 20      | +25.393   | 5        | 3    |
| 14   | 22  | Steve Jenkner         | Aprilia     | 20      | +31.066   | 16       | 2    |
| 15   | 64  | Claudio Cipriani      | Aprilia     | 20      | +49.419   | 19       | 1    |
| 16   | 59  | Jerónimo Vidal        | Aprilia     | 20      | +52.007   | 21       |      |
| 17   | 7   | Emilio Alzamora       | Aprilia     | 20      | +1:01.180 | 20       |      |
| 18   | 17  | Juan Enrique Maturana | Yamaha      | 20      | +1:01.801 | 24       |      |
| 19   | 62  | Yoshiaki Katoh        | Yamaha      | 20      | +1:04.438 | 25       |      |
| 20   | 63  | Marco Tresoldi        | Honda       | 20      | +1:12.177 | 23       |      |
| Ret  | 32  | Mirko Giansanti       | Honda       | 19      | Accidente | 9        |      |
| Ret  | 10  | Lucio Cecchinello     | Honda       | 19      | Accidente | 12       |      |
| Ret  | 65  | Andrea Iommi          | Honda       | 14      |           | 27       |      |
| Ret  | 39  | Jaroslav Huleš        | Honda       | 11      |           | 22       |      |
| Ret  | 16  | Christian Manna       | Yamaha      | 5       | Accidente | 26       |      |
| Ret  | 15  | Roberto Locatelli     | Honda       | 4       |           | 4        |      |
| Ret  | 29  | Ángel Nieto Jr        | Aprilia     | 4       |           | 17       |      |

- Pole Position: Noboru Ueda, 2:00.419
- Vuelta Rápida: Lucio Cecchinello, 2:00.966